# Roronoa Zoro
Roronoa Zoro (jap. ロロノア・ゾロ; lub też "Roronoa Zolo" albo "Roronoa Zollo" w niektórych angielskich wersjach adaptacji), znany także jako "Łowca piratów" Zoro (jap. 海賊狩りのゾロ Kaizoku-Gari no Zoro), jest postacią fikcyjną z serii One Piece stworzonej przez Eiichiro Ode.
Zoro jest pierwszą osobą, która dołączyła do załogi Monkey D. Luffy'ego, po tym jak ten uratował go przez egzekucją w bazie marynarki. Jest on obok Brooka jednym z szermierzy w załodze Słomkowych Kapeluszy. Pochodzi z wioski Shimotsuki usytuowanej w Eeast Blue, gdzie podczas swojego treningu w dojo nauczył się używać stylu walki jednym oraz dwoma mieczami (kolejno ittōryū oraz nitōryū). Zoro znany jest jako ekspert własnego unikalnego stylu władania trzema mieczami (santōryū), w którym to podczas walki trzyma trzeci miecz w ustach. Przez całą serię jego głównym mieczem (a zarazem mieczem, który najczęściej trzyma w ustach) jest Wado Ichimonji, który otrzymał w spadku po przyjaciółce z dzieciństwa.

## Występowanie postaci
Zoro po raz pierwszy pojawia się w rozdziale mangi zatytułowanym "Łowca Piratów Zoro" (jap. "海賊狩りのゾロ"登場 Kaizoku-gari no Zoro Tōjō), który swoją premierę miał 18 sierpnia 1997 roku w japońskim magazynie Weekly Shōnen Jump. Początkowo ukazany jest jako schwytany przez marynarkę kryminalista, który oczekuje swojej egzekucji. Przed wydarzeniami ukazanymi w głównej osi fabularnej serii, Zoro stracił swoją przyjaciółkę z dzieciństwa Kuinę. W wynik tej traumy poprzysiągł, że stanie się silny.
Zoro polował na piratów przez długie lata, z pomocą dwóch swych przyjaciół Johnny'ego i Yosaku, w celu zdobycia pieniędzy na jedzenie. Początkowo, gdy Luffy składa mu ofertę przyłączenia się do jego załogi, Zoro odmawia, lecz po tym jak ten ratuje go przed egzekucją z rąk kapitana Morgana, ostatecznie przystaje na jego propozycję. Odkąd Zoro dowiedział się, że najlepszym szermierzem świata jest Dracule Mihawk, myśli tylko o tym by pewnego dnia go pokonać, jednak ich pojedynek kończy się dla niego porażką.
Po jego walce z Daz Bonez'em w Alabaście, zostaje wyznaczona nagroda za jego głowę w wysokości 60 000 000, która następnie wzrasta do 120 000 000 po walce, jaką Słomkowi Kapelusze stoczyli ze Światowym Rządem w Enies Lobby. Po tym jak załoga zostaje rozdzielona przez Bartholomew Kumę, Zoro ponownie spotyka Mihawka, który trenuje go przez dwa lata poprzedzające ponowne spotkanie z członkami załogi. Nagroda za jego głowę rośnie do 320 000 000 po tym, jak pokonuje w walce Picę.

## Proces tworzenia postaci

### Imię
Nazwisko Zoro inspirowane jest japońską wymową nazwiska francuskiego pirata François l'Olonnais. W kilku zachodnich tłumaczeniach, jego imię zmienione zostało na Zolo, aby uniknąć problemów związanych z prawami autorskimi do postaci Zorro, a także by uniknąć mylenia go przez widzów z tym znanym fikcyjnym szermierzem.

### Wygląd
Zoro najczęściej nosi zwykłą białą koszulkę (choć od czasu do czasu zamienia ją na inne), czarne spodnie, oraz jasnozielone haramaki, którego używa do noszenia swoich mieczy. Zoro posiada również czarną bandanę, którą nosi owiniętą wokół swojego lewego bicepsa, i którą zakłada na głowę tylko gdy bierze udział w szczególnie trudnej walce. Jego tors pokryty jest wieloma bliznami zdobytymi podczas niezliczonych walk, które w większości stoczył po dołączeniu do załogi Słomkowych Kapeluszy (tak jak ta, którą zdobył w walce z jednym z Siedmiu Królewskich Wojowników Mórz, Dracule Mihawkiem). Nosi trzy złote kolczyki w lewym uchu, które są nawiązaniem do jego stylu trzech mieczy. W pewnym momencie na lewym oku Zoro pojawia się blizna (możliwe, że je stracił) oraz zamienia swoją koszulkę na długi zielony płaszcz, podobny do tych, które noszą samurajowie. Może on go rozpiąć na wysokości klatki piersiowej, i robi to głównie kiedy walczy (np. przeciwko Nowym Piratom Ryboludzi) lub gdy jest mu gorąco (np. podczas przeprawy przez ognistą część Punk Hazard).

### Osobowość
Mimo tego, że Zoro cechuje pewność siebie, to często przedstawiany jest w humorystycznym sposób/ Jednym z często powtarzanych żartów dotyczących jego osoby, jest jego niezwykla słaba orientacja w przestrzeni, której bardzo się wstydzi i do której nigdy się nie przyznaje. Gdy dochodzi do sytuacji, w których się gubi, to winą za to zawsze obarcza kogoś innego. Kiedy załoga przebywa na morzu, Zoro zwykle śpi lub trenuje, aby zostać najlepszym szermierzem świata. Pozostaje w ciągłej zaciekłej rywalizacji z Sanjim, przez co wszystkie spory, zarówno te małe i duże, rozwiązują oni przez użycie siły i obelg.
Choć sam nie jest samurajem, to jest on często do nich porównywany oraz sam do pewnego stopnia podąża za naukami bushido. W przeciwieństwie do Luffy'ego i innych członków załogi Słomkowych Kapeluszy, Zoro, gdy jest do tego zmuszony, nie stroni przed zabijaniem swoich przeciwników, lecz nigdy nie robi tego z zimną krwią. Zoro przedstawiany jest jako osoba, która znajduje przyjemność w walce z silnymi przeciwnikami (zazwyczaj zmuszony jest do walki z drugim co do siły złoczyńcą danego rozdziału historii, podczas gdy Luffy mierzy się z najsilniejszym). Podczas walki z godnym przeciwnikiem, na twarzy Zoro zwykle widnieje szaleńczy uśmiech oraz skupiony wzrok.
Zoro posiada nieugiętą, poważną oraz zdystansowaną osobowość, lecz w przeciwieństwie do Robin, jego reakcje są ze względu na jego porywczy temperament oraz brak cierpliwości często zabawne i przesadzone. Kiedy przebywa na statku to zwykle trenuje z użyciem ciężarków lub śpi. Jedyną pracą jaką zajmuje się regularnie jest podnoszenie kotwicy oraz pełnienie wachty w bocianim gnieździe (które na pokładzie Thousand Sunny pełni również funkcję jego prywatnej siłowni). Lubi też sake, prawie tak bardzo jak Luffy lubi mięso, lecz tak jak Nami, nigdy się nie upija ze względu na swoją nadludzką wytrzymałość oraz wysoką tolerancję na alkohol. Jego kolejną cechą rozpoznawczą jest jego brak orientacji w terenie. Zoro często gubi się nawet gdy przebywa w małych, znanych mu już miejscach, lub nawet gdy ktoś inny służy mu za przewodnika. Mimo tego, zwykle jako pierwszy jest w stanie wyczuć obecność przeciwnika lub nadchodzące niebezpieczeństwo, na które też jako pierwszy reaguje. Jest często przedstawiany jako osoba, która jest świadoma niebezpiecznych sytuacji oraz intencji otaczających go ludzi.
Zoro jest też często tym, który przypomina innym o nieprzyjemnych faktach. Mimo że często szokuje to pozostałych członków jego załogi, równie często przyznają mu oni rację. Zoro jest ateistą, ponieważ przyznał, że nigdy nie modlił się do żadnego boga, oraz że nie wierzy w nic oprócz samego siebie. Mimo tego, Zoro wie, że nadal posiada pokłady niewykorzystanego potencjału, w rezultacie czego ciągle trenuje, by usprawnić swoje umiejętności szermiercze. Trzyma się on także szermierczego kodeksu honorowego, przez co nigdy fałszywie nie przechwala się swoimi umiejętnościami, czasem wręcz przyznając się do swoich słabości, nawet gdy stoi w obliczu przeciwników. Nigdy też nie ucieka przed walką ani nie używa podstępu by wygrać, ponieważ wierzy, że takie zachowanie jest tchórzliwe oraz godne pogardy. Zoro jest bardzo energiczny, posiada silną wolę oraz determinację.

### Blizny
Ciało Zoro pokryte jest bliznami, przypominającymi o jego waleczności i męstwie. Najbardziej zauważalną jest długa blizna na lewym oku, którą otrzymał podczas dwuletniego przeskoku czasowego w historii. Dotychczas nie wytłumaczono jak ją zdobył i jedyne co wiadomo to to, że nie może (lub nie chce) tego oka otworzyć. Posiada on też ukośną bliznę biegnącą od góry do dołu jego torsu, którą otrzymał w walce z Dracule Mihawkiem. Na obu kostkach u nóg ma blizny, które zdobył w Little Garden gdy próbował odciąć sobie stopy po to, żeby wydostać się z wojskowego więzienia stworzonego przez Mr. 3.

### Aktorzy głosowi
W oryginalnej japońskiej wersji anime, głosu dorosłemu Zoro podkłada Kazuya Nakai a jako dziecku Megumi Urawa.
W pierwszych 104 odcinkach dubbingu stworzonego przez singapurskie Odex, Zoro grany był przez Briana Zimmermana. Marc Diraison użyczył głosu dorosłemu Zoro w dubbingu stworzonym przez 4Kids Entertainment w pięciu pierwszych rozdziałach historii One Piece. Andrew Rannells z kolei zagrał dziecięcą wersję Zoro. W dubbingu stworzonym przez Funimation Entertainment obejmującym całą serię One Piece, dorosły Zoro grany jest przez Christophera Sabata podczas gdy Cynthia Cranz użyczyła mu głosu w jego latach dziecięcych w drugim odcinku serii, po czym została zastąpiona przez Brinę Palencię. W grze One Piece: Unlimited Adventure głosu dorosłemu Zoro ponownie użyczył Sabat, podczas gdy Aaron Dismuke zagrał Zoro w wieku dziecięcym.

## Odbiór
Zoro zajął drugie miejsce w pierwszych czterech rankingach popularności zorganizowanych przez magazyn Shōnen Jump, oraz trzecie w piątym rankingu, tracąc swoją dotychczasową pozycję na rzecz Trafalgara Law. Ponadto w 2007 roku Zoro zajął czwarte miejsce w rankingu zorganizowanym przez Oricon, mającym na celu wyłonienie postaci, której spin-off jest najbardziej pożądany przez widzów. DVD Talk chwali "przezabawny" styl walki trzema mieczami jakim posługuje się Zoro i określa go jako idealny przykład poczucia humoru jakim cechuje się anime One Piece. Holly Ellingwood z Activeanime określiła walkę Zoro z Luffym jako jeden z najlepszych momentów z dziesiątego DVD serii wydanego przez Viz Media, chwaląc przy tym głównie sceny akcji. Dzięki swojej pracy przy dubbingowaniu Zoro, Sabat otrzymał nominację w kategorii "Najlepszy Aktor Głosowy (Angielski)" do nagrody Society for the Promotion of Japanese Animation (SPJA) Awards w 2008 roku. Carl Kimlinger z Anime News Network określił występ Sabata jako Zoro jako "wyjątkowo dobry", podkreślając przy tym jak bardzo pasuje on do tej roli. Kimlinger określił również retrospekcje z życia Zoro oraz Sanjiego jako "wyciskające łzy z oczu, mimo ich topornego przedstawienia".